# Zafra troglodytes
Zafra troglodytes là một loài ốc biển trong họ Columbellidae.

## Mô tả
Kích thước vỏ dao động từ 2 mm đến 6 mm.

## Phân bố
Loài này phân bố ở Biển Đỏ và Ấn Độ Dương dọc theo Madagascar và Tây Thái Bình Dương.